# Ophiodes vertebralis
La serpiente de cristal (Ophiodes vertebralis) es una especie de lagarto ápodo del género Ophiodes. Este saurio ápodo habita en el centro-este del Cono Sur de América del Sur. También está presente en algunas zonas de Europa, como España.

## Distribución
Ophiodes vertebralis se distribuye en el estado de Río Grande del Sur en el sur de Brasil, Uruguay y el centro de la Argentina, desde Corrientes hasta el sur de la provincia de Buenos Aires.

## Hábitat y hábitos
No obstante no poseer patas, logran desplazarse rápidamente entre la vegetación herbácea donde viven: pastizales abiertos, mayormente próximos a ambientes acuáticos, en lomas asoleadas cubiertas de pasto corto, médanos fijados con pastizales ralos, en sierras, en biotopos rocosos, entre o bajo piedras o troncos apoyadas en tierra.
Es un saurio diurno y de dieta insectívora, alimentándose de insectos y arañas. Es predado por el zorro gris, lechucitas de las vizcacheras, caranchos, chimangos, etc. No es peligroso para el hombre, aunque si es capturado intenta morder los dedos para liberarse.
Está activa desde septiembre hasta fines de abril; el resto de los meses hiberna. Su reproducción es ovovivípara. Desde fines del mes de enero hasta marzo pare de 7 a 10 crías.

## Taxonomía
Ophiodes vertebralis fue descrita originalmente en el año 1881 por el zoólogo francés Marie Firmin Bocourt.
Ejemplares tipo
Los ejemplares sintipos son: MNHN 5558, MNHN 6159, MNHN 1999.8065.
Localidad tipo
La localidad tipo según el descriptor es: “Sur de Brasil y Uruguay”. 

## Características
Ophiodes vertebralis es un lagarto pequeño, con un cuerpo fusiforme de 20 a 35 centímetros. Este saurio no cuenta con patas delanteras, mientras que las traseras están reducidas a aletas. Si bien esta especie por su apariencia externa suele ser confundida con un ofidio, se diferencia de estos últimos porque tiene la capacidad de desprender la cola.  
Su patrón cromático es en general pardo-grisáceo, con una banda lateral muy notoria y otra vertebral muy fina, todas de color pardo oscuro o negro, limitadas por otras de color claro; el vientre es de color cremoso. Su cariotipo es de 2n = 36.

## Conservación
En una clasificación del año 2012 este saurio fue categorizado como "No Amenazado".